# Chlis Schneehore
Das Chlis Schneehore, auch Kleines Schneehorn, ist ein 3147 m ü. M. hoher Berg in den westlichen Berner Alpen auf der Grenze zwischen den Kantonen Wallis und Bern in der Schweiz.

## Lage
Der Berg gehört zum Wildstrubelmassiv und erhebt sich am Ostrand des Plaine-Morte-Gletschers, der rund 400 Meter tiefer liegt. An den Nord- und Osthängen des Chlis Schneehore liegt ein Teil des Wildstrubelgletschers.
Der Gipfel befindet sich auf einem Grat, der vom Wildstrubel (3244 m ü. M.) an der Ostseite des Plaine-Morte-Gletschers nach Südosten führt. Südöstlich vom Chlis Schneehore liegt der Schneehorepass (3059 m ü. M.), hinter dem sich das Schneehore (3180 m ü. M.) erhebt. Im Nordwesten, getrennt vom Lämmerenjoch (3122 m ü. M.), erhebt sich der Wildstrubel. Das Chlis Schneehore hat eine Schartenhöhe von mehr als 27 Metern (Grat vor Lämmerenjoch) und eine Dominanz von 0,71 Kilometern (Schneehore). Die Flanken im Südwesten des Berges gehören zur Gemeinde Lenk, das Gebiet auf der Nordostseite des Grats zur Gemeinde Leukerbad.